# Blato (Nová Bystřice)
Blato (do roku 1956 Žišpachy, německy Sichelbach) je vesnice, část města Nová Bystřice v okrese Jindřichův Hradec v Jihočeském kraji. Nachází se asi 5,5 kilometru severovýchodně od Nové Bystřice. Blato leží v katastrálním území Blato u Hůrek o rozloze 7,6 km².
Ve vsi stojí památkově chráněný kostel svaté Maří Magdalény.

## Historie
První písemná zmínka o vesnici pochází z roku 1487. V roce 1921 zde stálo 64 domů a žilo zde 351 obyvatel, z toho 336 Němců. V letech 1938 až 1945 byla obec v důsledku uzavření Mnichovské dohody přičleněna k nacistickému Německu.

## Obyvatelstvo
| Rok            | 1869 | 1880 | 1890 | 1900 | 1910 | 1921 | 1930 | 1950 | 1961 | 1970 | 1980 | 1991 | 2001 | 2011 | 2021 |
| -------------- | ---- | ---- | ---- | ---- | ---- | ---- | ---- | ---- | ---- | ---- | ---- | ---- | ---- | ---- | ---- |
| Počet obyvatel | 362  | 392  | 372  | 368  | 344  | 351  | 332  | 162  | 140  | 82   | 50   | 25   | 24   | 36   | 33   |
| Počet domů     | 56   | 62   | 62   | 64   | 64   | 64   | 65   | 43   | 31   | 24   | 20   | 31   | 36   | 42   | 43   |

## Obecní správa
Při sčítání lidu v letech 1850–1960 Blato bylo samostatnou obcí v okrese Jindřichův Hradec. V letech 1961–1985 bylo částí obce Hůrky v okrese Jindřichův Hradec. Od 1. července 1985 je částí města Nová Bystřice v okrese Jindřichův Hradec.